# Neoherminia isenenias
Neoherminia isenenias är en fjärilsart som beskrevs av William Schaus 1916. Neoherminia isenenias ingår i släktet Neoherminia och familjen nattflyn. Inga underarter finns listade i Catalogue of Life.